# Gex (jeu vidéo)
Pour les articles homonymes, voir Gex (homonymie).
Gex est un jeu vidéo de plates-formes édité et développé par Crystal Dynamics sorti sur 3DO en 1995 puis sur PlayStation et Saturn en 1996, puis sur PC en 1997.
Le jeu met en scène Gex, un gecko, dont le but est de récupérer toutes les télécommandes dissimulées dans les niveaux.

## Synopsis
Gex est un gecko qui vit à Maui avec sa mère et ses trois jeunes frères et sœurs pendant que leur père travaille pour la NASA.
Les passe-temps de Gex comprennent passer du temps avec ses amis, le surf, et jouer du ukulélé.
Un jour, la mère de Gex reçoit un appel téléphonique de la NASA, expliquant que le père de Gex et dix humains volontaires sont morts lorsque leur fusée a explosé sur la rampe de lancement.
La vie insouciante de la famille gecko est brisée. Alors que sa mère et ses frères font face à leur deuil de manière "habituelle", Gex n'arrive pas à exprimer ses émotions et se réfugie dans les programmes de télévision pour échapper à la tragédie, mais devient obsédé, puis 3 semaines plus tard, il devient "accro" à la télévision.
Après plusieurs tentatives infructueuses pour que Gex arrête de regarder la télévision, et après consultation avec un ministre et ses amis au travail, la mère de Gex décide qu'il est temps de changer de vie.
La famille gecko part vivre à Encino, en Californie. La télé de Gex n'a pas été déménagée, et il s'est enfui.
Après plusieurs mois passés dans les rues, Gex a hérité d'une énorme quantité d'argent. Il est retourné à Maui vivre dans un manoir, et a acheté la plus grande télévision du monde.
Un jour, en regardant la télévision, Gex avale une mouche qui passe, sans se douter qu'il s'agissait en fait d'une sorte de mini-émetteur, puis quelques instants plus tard une main énorme jaillit de l'écran et attrape Gex par le cou, tirant le jeune gecko dans son propre téléviseur.
La main appartenait à Rez, le seigneur de la dimension des médias, qui a pour but de faire de Gex sa nouvelle mascotte et conquérir le monde.
Gex doit alors traverser les mondes de la dimension médiatique pour ramener les télécommandes qui lui permettront de se rendre à Rezopolis sur la planète X, où il devra battre Rez. 

## Système de jeu
Gex est un jeu de plates-formes en 2D, où les niveaux sont répartis en mondes qui reprennent les programmes TV, comme les films d'horreur, de science-fiction, ou les cartoons, où Gex doit trouver les télécommandes qui lui permettront de passer au monde suivant. Chaque niveau contient également un portail vers un niveau bonus, qui une fois complété, permet de se rapprocher un peu plus de la planète X.
En tant que Gecko, Gex peut marcher aux murs, utiliser sa queue comme fouet ou comme un ressort pour sauter, et tirer sa langue assez loin. Des insectes dorés à récupérer donnent des points, comme les pièces dans Mario ou les anneaux dans Sonic.
Gex utilise un système de mot de passe, chaque mot de passe se débloque sous la forme d'une cassette vidéo VHS, cachée dans chaque niveaux, devant être trouvée par le joueur ou gagnée après un combat contre un boss.
À noter que la version 3DO dispose d'un vrai système de sauvegarde grâce à la mémoire interne de la console (ce qui est illogique, puisque les autres systèmes plus connus peuvent aussi disposer d'un système de sauvegarde (comme la Saturn qui dispose aussi d'une mémoire interne par exemple)).

### Médias externes
- Jaquette du jeu